# Доходный дом Масловского
Доходный дом Масловского — бывший доходный дом на улице Свободы, 8 в Харькове.
Памятник архитектуры местного значения.

## История
Возведен по проекту архитектора Моисея Лазаревича Мелетинского, вероятнее всего, в 1911 году. Назван по имени Ивана Николаевича Масловского, отставного лейтенанта флота, которому принадлежал участок.
Последние 10 лет в доме размещался известный артпаб «Старый Хэм» — центр для творческих людей, где выступали поэты и музыканты. На этажах над пабом находились жилые квартиры.
В результате ракетных ударов войск РФ во время боев за Харьков 14 марта 2022 года около 8:30 здание было полуразрушено. Вся центральная часть здания с перекрытиями разрушена до основания. Под завалами дома погибли два человека, находившиеся в его квартирах.

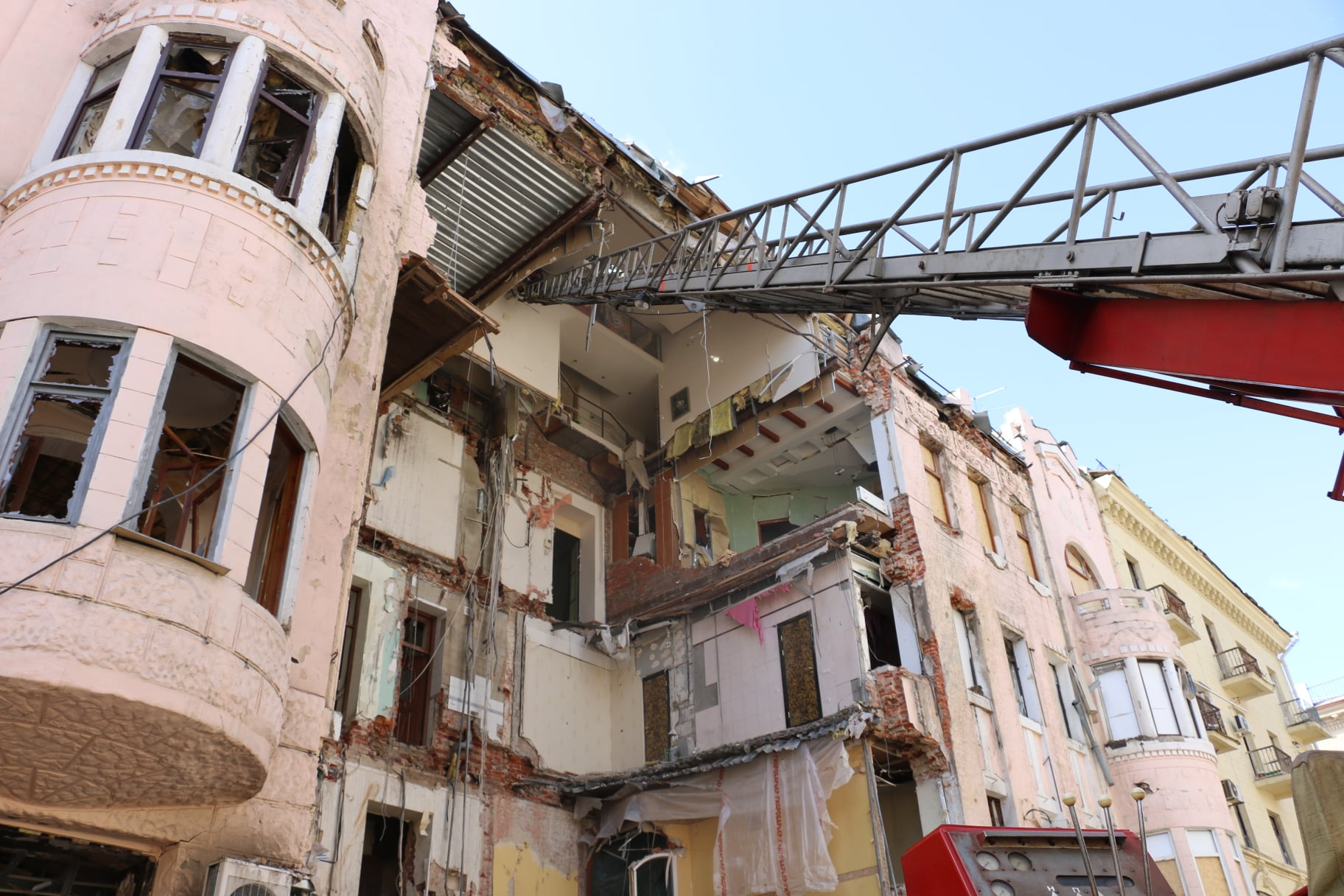
После разрушения

## Описание
Фасад здания изначально был в поздней форме стиля модерн, отличался полифактурностью, вероятной полихромностью и многоугольными щипцами. Впоследствии здание было лишено этих черт и щипцы демонтированы. Дом сохранил пышно декорированную парадную лестницу и вестибюль с аутентичной деревянной дверью и тамбуром. Ограждение лестницы деревянное, крашеное, состоящее из столбиков-балясок с резными флорально-орнаментальными вставками между ними. Монументальная роспись с изображением луговой травы с голубями, дополненная рельефными улитками.
По данным киевского краеведа Антона Короба, в доме был интерьер в стиле модерн, сохранившийся на редкость хорошо.